# 楽園通信社綺談
『楽園通信社綺談』（らくえんつうしんしゃきたん）は、日本のSF漫画。著者は佐藤明機。
『コミックマスター』（ホビージャパン）1992年5月号から1994年9月号まで隔月掲載。コミックス全1巻。
連載時のタイトルはPARADISE BRANCH
また、2006年11月18日にコスミック出版より復刊された。 ISBN 4774730084

## あらすじ
塔状都市ヘヴン。女流作家メイウルフ・M・メイフィールドは、シンプレックス通信社ヘヴン支局に招聘され紀行文の執筆に当たることになる。彼女や、その周辺を中心に巻き起こる不思議な出来事。そして、ヘヴン市中央図書館攻防戦を皮切りに、物語はヘヴンの隠された秘密（ヘヴンに封印された軌道エレベータシステムとシンプレックス）を巡る騒動へと展開していく。

## 登場人物
メイウルフ・M・メイフィールド
本編の主人公。開けっぴろげな天然ボケでかなり無責任な性格。他者から見ると超絶した味覚の持ち主。女流作家でシンプレックス通信社ヘヴン支局から招聘を受ける。職業柄か博学である。
長命種の長耳属で旧セレニウム帝国末帝クルクルの第五子で第一皇女（ビブリオでは第五皇女）。物語中では生存する皇位継承順位第一位。ニコとは師弟関係。幼少期よりの浅からぬ因縁を「昔のこと」と表現する。これは幼少の恥ずかしい出来事を他者にばらされたくないだけのことであり、特にニコを嫌っているわけではないらしい。
A.J.サトウ
シンプレックス通信社ヘヴン支局長。知性化猫だが他の者と違い無口である。モデルは当時作者がかっていた猫。
お六
二つ名に水中女船頭土手のお六もしくはいちじく艦長。
戦艦いちじく丸のキャプテンにしてサトウの妹。本人は非の打ち所のない猫を自称するが、希に変化することから猫又であるという説もある。
ネト（人偏亻に苗）。ネコ知性化の際ヒト遺伝子を流用したために時々誕生する副産物的種族。趣味は無花果浣腸型マペットを用いた性教育人形劇。
ロクサーヌ・K・パビリウス
ヘヴン支局専属カメラマン。水棲族で水に浸かるとふやける体質のため、普段は風呂はシャワーで済ませている。
サキ
機動艇のパイロット。メイウルフを支局に運んだ縁で支局に出入りするが、登場の度に非道い目に遭わされる。
ニコラペルシャイト・アージェント
ヘヴン市中央図書館の創設者。自らを封印していたが、混乱を収束させるために結社シンプレックスがメイウルフの味覚を利用して封印を解いたことにより覚醒。
魔法少女で見た目は10歳だが実年齢はメイウルフより年上である。
前皇軍呪法大監兼セレニウム呪術科大学中央資料室長。メイウルフの師匠であり幼少期を知る人物。
メイストーク・メイフィールド
メイウルフの妹で皇位継承順位第二位。ヘヴン市議会議長にしてヘヴン市長候補。エロ本規制を餌にフェミニスト団体を焚き付け図書館攻防戦の原因を作ったのも彼女である。ヘヴンシステムの合法的乗っ取りを画策する。他者からそっくりといわれるほど容姿が姉に似ている。

## 収録作品初出一覧
- PARADISE BRANCH コミックマスター8号（1992年5月発行）
- FACTORIES コミックマスター9号（1992年7月発行）
- THEATER;1 コミックマスター10号（1992年9月発行）
- THEATER;2 コミックマスター11号（1992年11月発行）
- LONGWAY HOME コミックマスター12号（1993年1月発行）
- THE HISTRICAL コミックマスター13号（1993年3月発行）
- 楽園通信社雑談 コミックマスター14号（1993年5月発行）
- まる出し LEFT TO BARE コミックマスター15号（1993年7月発行）
- べら棒会 コミックマスター16号（1993年9月発行）
- THE LONGEST HOME コミックマスター17号（1993年11月発行）
- CORRESPONDENT No;4 コミックマスター18号（1994年1月発行）
- 月人領の地上の港 (1) コミックマスター19号（1994年3月発行）
- 月人領の地上の港 (2) コミックマスター20号（1994年5月発行）
- 月人領の地上の港 (3) コミックマスター22号（1994年7月発行）
- DISENGAGEMENT コミックマスター24号（1994年9月発行）
- THE CONFECTIONARIES 漫画の手帳 別冊（1989年漫画の手帳事務局発行）
- 偏流 漫画の手帳 30号（1990年1月漫画の手帳事務局発行）
- みみずの神様 アクションHIP1号（1992年8月ワニマガジン社発行）